# Ryō Tadokoro
Ryō Tadokoro (japanisch 田所 諒 Tadokoro Ryō; * 8. April 1986 in der Präfektur Osaka) ist ein ehemaliger japanischer Fußballspieler.

## Karriere
Tadokoro erlernte das Fußballspielen in der Universitätsmannschaft der Osaka University of Health and Sport Sciences. Seinen ersten Vertrag unterschrieb er 2009 bei Fagiano Okayama. Der Verein spielte in der zweithöchsten Liga des Landes, der J2 League. Für den Verein absolvierte er 208 Ligaspiele. 2016 wechselte er zum Ligakonkurrenten Yokohama FC. Für den Verein absolvierte er 94 Ligaspiele. Ende 2019 beendete er seine Karriere als Fußballspieler.